# 松岡拳紀介
松岡 拳紀介（まつおか けんのすけ、2000年（平成12年）12月8日 - ）は、日本の俳優、タレント、歌手。ボーイズグループBMKの元メンバーである。東京都出身。プラチナムピクセル所属。
2014年にBOYS AND MENトウキョウの結成時メンバーとなって、2015年2月にステージ・デビュー。以降、属するグループの改名や再編を経て、2025年1月までBMKのメンバーとして活動した。グループ解散後は俳優業を中心に活動する。愛称はけんぱ。

## 人物、略歴
身長は172cm、血液型はA型。特技はピアノ、バク転、空手。幼少からサッカーと空手をはじめ、空手は黒帯を取得している。グループの活動についてはBMK (音楽グループ)#略歴等も参照のこと。デビューから2025年3月まで在籍したフォーチュンエンターテイメントにおいて松岡が所属したグループは、BOYS AND MENトウキョウ→BOYS AND MEN研究生トウキョウ→BOYS AND MEN研究生→BMK、と変わっている。これはすべてグループの改名やグループ単位でのメンバー再編によるものであり、松岡個人の移籍や異動といったケースはない。
両親の「男は自分の『拳』で生きていくんだぞ」という願いと、両親の名前にある「紀」から、「拳紀介」と名付けられた。幼稚園年長から小学校卒業までを栃木県足利市で過ごす。子供の頃から人前で歌ったり踊ったりすることが好きで、パフォーマンスチームに入って活動したいと思っていたが、引っ越しなど家庭の都合でそれができずにいた。特撮作品『仮面ライダー鎧武/ガイム』に出演する小林豊をきっかけにBOYS AND MENの存在を知り、BOYS AND MENの運営・所属事務所であるフォーチュンエンターテイメントが開催した「東京版BOYS AND MENオーディション」を受け、中学2年時の2014年12月に同社に入所。横山統威・川﨑翔太・松本旭平らとBOYS AND MENトウキョウの結成メンバー（横山とともにグループ内最年少）となった。松岡はBOYS AND MENトウキョウ結成からBOYS AND MEN研究生トウキョウ活動終了までの全期間に在籍した唯一のメンバーである。
2015年2月、BOYS AND MENトウキョウとしてBOYS AND MENの日本ガイシホール1万人ライブでステージ初出演。愛称の「けんぱ」は自らの提案である。同年夏からのBOYS AND MENトウキョウがほぼ稼働していない期間、2016年にBOYS AND MENトウキョウがBOYS AND MEN研究生トウキョウと改められてBOYS AND MEN研究生に含まれる編成になったことを経て、松岡は5月にBOYS AND MEN研究生の舞台『ホワイト☆タイツ』で舞台に初出演、6月リリースの4thシングル『Power Of Dream』でCDに初参加した。夏季に開催された『BOYS AND MEN 研究生人気投票』で5位にランクインし、6thシングル『ドドンコ Don't worry』の選抜メンバーとなる。グループにおいての松岡は、明るく元気なイメージから、BOYS AND MENにおける辻本達規、BOYS AND MEN研究生（および祭nine.）における野々田奏のような「元気担当」という存在になった。
2017年3月、祭nine.の結成に伴いBOYS AND MEN研究生トウキョウは実質的な解散となる（後述の12月までは肩書きとして用いられることもあった）。祭nine.に選ばれなかった松岡は、同じ研究生トウキョウの佐藤匠らとともにBOYS AND MEN研究生に残留して活動する。12月にグループのビジュアルイメージが一新されたことに伴い、メンバーカラーが赤に設定された。当時は明言されていなかったが、松岡はこの時期からグループのセンターとして扱われている。2019年3月に高校を卒業。同年夏に放送されたドラマ『名古屋行き最終列車2019〜夏〜内海で愛を叫ぼう』で同じグループの中原聡太・三隅一輝とともに主演を務めた。2021年にBOYS AND MEN研究生はBMKとなり、2022年にメジャー・デビュー。松岡は引き続きグループのセンターに就く。
グループ在籍時より個人での目標に俳優を掲げており、2018年に秦建日子の舞台『らん』、2020年にドラマ『マイラブ・マイベイカー』など、個人で外部作品に出演。2024年、舞台『ヒプノシスマイク -Division Rap Battle-』の山田二郎役、『ROCK MUSICAL BLEACH-Arrancar the Beginning-』の日番谷冬獅郎役と、2作の2.5次元ミュージカルのキャストに就いた。BMKは2025年1月31日に解散し、松岡は出演舞台『ROCK MUSICAL BLEACH-Arrancar the Final-』の最終公演日である3月9日をもってフォーチュンエンターテイメントを退所。4月、プラチナムプロダクション所属を発表した。

## 出演
グループの出演はBMK (音楽グループ)#出演を参照

### テレビドラマ
- 白鳥麗子でございます! 第1話（2016年、地方局7局による共同制作）[23]
- 名古屋行き最終列車2019〜夏〜内海で愛を叫ぼう（2019年、メ〜テレ） - 主演・大野駿 役
- マイラブ・マイベイカー（2020年、カンテレ・メ〜テレ・テレビ神奈川） - 原田 役
- ほぼ日の怪談。 「残された想い」（2020年、テレビ神奈川ほか） - 本田英雄 役[24][25]

### 舞台
- ホワイト☆タイツ（2016年・2017年・2018年） - 小金井智紀、石黒哲也[26] 役ほか
- らん（2018年） - イタチ 役[27]
- ボイメンステージ 諦めが悪い男たち〜NEVER SAY NEVER〜（2020年） - 西園寺丈 役[28]
- Foodtruck FixYou〜full course〜（2021年） - 進藤大介 役[29]
- 30-DELUX NAGOYA アクションクラブMIX「ナナシ2021」（2021年） - 赤雷 役[30]
- 30-DELAX×KoRock feat BOYS AND MEN「スペースウォーズ2023」（2023年）[31]
- 『ヒプノシスマイク -Division Rap Battle-』Rule the Stage -New Encounter-（2024年3月） - 山田二郎 役[32]
  - 『ヒプノシスマイク -Division Rap Battle-』Rule the Stage -Grateful Cypher-（2024年10月）[33]
  - 『ヒプノシスマイク -Division Rap Battle-』 Rule the Stage 《Buster Bros!!! ＆ Bad Ass Temple feat. 糸の会 ＆ WESTEND-MAFIA》（2025年10月）[34]
  - 『ヒプノシスマイク -Division Rap Battle-』Rule the Stage《Hypnosis Delight Fes.》（2025年10月〈予定〉、Kanadevia Hall）[35]
  - 『ヒプノシスマイク -Division Rap Battle-』Rule the Stage《Division Jam Tour》vol.3（2026年7月 - 8月〈予定〉）[36]
- ROCK MUSICAL BLEACH-Arrancar the Beginning-（2024年） - 日番谷冬獅郎 役[19]
  - ROCK MUSICAL BLEACH-Arrancar the Final-（2025年）[37]
- 舞台『ツミビト〜7つと1つの大罪〜』(2025年) - ロコン 役
- ミュージカル 『モンタージュ～届けたい一通のラブレター～』(2025年) - 国枝太一 役
- 舞台「溶解」(2025年) - 真壁幸太郎 役

### 映画
- 手をつないでかえろうよ〜シャングリラの向こうで〜（2016年）[38]
- バイバイ、ヴァンプ!（2020年）
- 東京リベンジャーズ2 血のハロウィン編 -決戦-（2023年）[3]
- 80年後のあなたへ（2025年）

### 配信ドラマ
- Foodtruck “FixYou”（2021年） - 新田大 役[39]
- 略奪する子猫（2022年）[40]

### ラジオ
- DRAMA QUEEN（2021年 - 2023年、ZIP-FM）

### その他
- BOYS AND MEN「頭の中のフィルム」 ミュージック・ビデオ（2019年）